# Del Arno Band
Del arno bend je srpska rege grupa iz Beograda. Osnovali su je braća Vladan i Jovan Matić u julu 1986. u Beogradu. Grupa je usmerena ka melodijskoj „roots“ muzici.

## Početak
Prvi nastup u Beogradu grupa je imala 1987. u klubu Akademija, dok prvi uspeh beleži pozivom na subotički festival Omladina 1988. Svi polufinalisti ovog festivala, njih osam, objavljeni su sa po jednom pesmom na kompilaciji (vinil+kaseta) „Ovakav zvuk još nisam video“. Nakon Subotice bend počinje pripreme za snimanje svog prvog albuma „Igraj dok te ne sruše“ koji izlazi krajem 1989. za nezavisnu izdavačku kuću „Roklend“ (Rockland).
Godine 1991. u izdanju SKC izlazi singl vinil Bi-Bap — „Putujem“ — a sledeće godine, opet uz pomoć SKC grupa objavljuje drugi album, „Godina majmuna“, izdanje izdavačke kuće „Ram rekords“ (RAM records), zapravo snimak sa koncerta koji sadrži i stare i nove pesme.

## Raspad i ponovno okupljanje grupe
Del arno bend 1993. objavljuje pesmu „Geneza“ (vinil + kaseta) za album „Take it or leave it“, a onda se prvobitna postava raspada i braća Matić sve kreću ispočetka. Dve godine kasnije, sa potpuno obnovljenom postavom grupa objavljuje album „Reggaeneracija“ za „Istfild rekords“ (Eastfield records). „DAB je tu da spaja“, „Više nego život“, „Preko“, „Dim iz moje lule“ i obrada pesme „Treći svijet“ grupe „Haustor“ su neke od pesama koje su uticale na popularnost ove grupe.
Grupa 1996. dobija poziv za učešće na festivalu „Adriasplash“ u Portorožu (u Sloveniji) gde se susreće sa britanskim rege velikanima „Misti in ruts“ (Misty in roots). Godine 2001. muzička kuća „Automatik“ je obeležila 15. rođendan benda izdanjem albuma „Restrospective“ — dva kompakt diska sa gotovo svim važnijim trenucima iz karijere grupe kao i dosta neobjavljenih snimaka. Grupa je u međuvremenu svirala na raznim festivalima sa velikanima regea kao što su „Ju roj“ (U-Roy), Maks Romeo (Max Romeo), Bendžamin Zefanaja (Benjamin Zephaniah) i drugi. Sredinom marta 2006. godine grupa je za „Automatik rekords“ izdala album „Vreme vode“, prvi studijski album nakon deset godina pauze.
Studijski album „Ako ne znaš šta da radiš“ objavljen je u januaru 2019. godine.

## Članovi

### Aktuelna postava
- Jovan Matić Joca - vokal
- Vladan Matić - gitara
- Aleksandar Petković - saksofon

### Bivši članovi
- Roland Vajs - truba
- Aleksandar Radosavljević - gitara
- Borivoje Borac
- Brana Kosić
- Dalibor Vučić
- Dejan Utvar - bubnjevi
- Dobroslav Predić - truba
- Dragan Vidojević -
- Dragoljub Đurković
- Dušica Živanović
- Ilija Miljević
- Jasmina Nikolić
- Maja Gojković
- Maja Pajević
- Marin Petrić - udaraljke
- Marko Cvetković
- Mihajlo Bogosavljević
- Miodrag Vidić
- Mirjana Pilipović
- Nemanja Kojić - trombon
- Nenad Potije
- Predrag Kovačević -trombon
- Slobodan Grozdanović
- Tanja Venčelovski
- Tatjana Popović
- Tatjana Šuletić
- Vedran Nenadović
- Veroljub Spasić
- Vladimir Lešić Leša - udaraljke
- Vladimir Vranić
- Zoja Borovčanin - prateći vokali i violina
- Đorđe Vasović
- Đorđe Ćurčić - gitara
- Darko Golić - bas
- Jasmina Abu El Rub - prateći vokali i flauta

## Diskografija[2]
- Igraj Dok Te Ne Sruše! (album, 1990)
- Putujem/Bi-Bap (singl, 1992)
- Godina Majmuna (Live) (album, 1992)
- Geneza (album, 1993)
- Reggaeneracija (album, 1995)
- Retrospective (album kompilacija, 2001)
- Vreme Vode (album, 2005)
- Ako ne znaš šta da radiš (album, 2019)

## Spoljašnje veze
- Intervju sa Jovanom Matićem
- Festival „Omladina“ 1988
- Zvanična prezentacija
- Na putu regea nema glamura („Politika”, 24. decembar 2016)